# Asterina canthii-dicocci
Asterina canthii-dicocci är en svampart som beskrevs av Hosag. 2006. Asterina canthii-dicocci ingår i släktet Asterina och familjen Asterinaceae.   Inga underarter finns listade i Catalogue of Life.